# Ivan Iljič Babak
Ivan Iljič Babak, sovjetski letalski častnik, vojaški pilot in letalski as, * 26. junij 1919, Aleksejevka, Ruski imperij, † 24. junij 2001, Poltava, Ukrajina. 
Babak je v svoji vojaški karieri dosegel 33 samostojnih in 4 skupne zračne zmage.

## Življenjepis
Med letoma 1940 in 1942 je obiskoval Stalingrajsko vojnoletalsko akademijo.
Maja 1942 je postal pripadnik 45. lovskega letalskega polka, nato pa je aprila 1944 postal namestnik poveljnika 100. gardnega lovskega letalskega polka.
Januarja 1945 je postal poveljnik 16. gardnega lovskega letalskega polka.
Letel je z Jak-1, Kittyhawk in P-39 D-2 Airacobra in z njimi opravil 330 bojnih poletov in sodeloval v 103 spopadih.

## Odlikovanja
- heroj Sovjetske zveze (1. november 1943)
- red Lenina
- 2x red rdeče zastave
- red domovinske vojne 1. stopnje
- red rdeče zvezde